# Stade Al-Fayhaa
Le stade Al-Fayhaa (en arabe : ملعب الفيحاء) est un stade de football irakien situé dans la ville de Bassorah en Irak. Le stade est rattaché au grand complexe sportif appelé Basra Sports City, qui comprend de nombreux terrains d'entraînement de football, quatre hôtels cinq étoiles et diverses autres installations sportives. Inauguré en 2013, il a une capacité de 10 000 places. Il est la propriété du gouvernement irakien. Bien qu'étant principalement affecté au football, il dispose en outre d'aménagements pour la pratique de l'athlétisme.
Actuellement, le stade accueille les matchs à domicile d'Al Mina'a et de Naft Al-Basra en Championnat d'Irak de football lorsque l'affluence est faible. Pour les confrontations cruciales rassemblant un public important, les matchs sont déplacés au Stade national de Bassorah (65 000 places).

## Certification
Le stade a été certifié Classe 1 par l'IAAF, attestant de sa conformité aux normes et qualités les plus élevées dans son domaine.

## Nom
Initialement, le stade était nommé Stade secondaire de Basra Sports City. Ultérieurement, il a été convenu de le rebaptiser Stade Al-Fayhaa en référence au surnom de la ville de Bassorah. Cette appellation est toujours en vigueur sur le plan administratif et est la plus courante.